# Élections sénatoriales de 1885 dans le Finistère
Les élections sénatoriales dans le Finistère ont lieu le dimanche 25 janvier 1885. Elles ont pour but d'élire les sénateurs représentant le département au Sénat pour un mandat de neuf années.

## Contexte départemental
Lors des élections sénatoriales du 30 janvier 1876 dans le Finistère, quatre sénateurs ont été élus selon un mode de scrutin majoritaire.
Ces élections ont vu la victoire de la liste Légitimiste, qui a remporté tous les sièges.
Ont été élus : François de Kerjégu, François Soubigou, Émile Forsanz et Arnold de Raismes.

## Sénateurs sortants
François de Kerjégu (Royal.), sénateur inamovible est mort le 12 février 1882. Hippolyte Halna du Fretay (Royal.) est élu lors de la partielle du  5 novembre 1882.
Émile Forsanz (Royal.) est mort le 10 aout 1882. Édouard Le Guen (Royal.) est élu lors de la partielle du 5 novembre 1882.
| Sénateur | Sénateur                  | Parti  | Fonctions lors de l'élection en 1885                                         |
| -------- | ------------------------- | ------ | ---------------------------------------------------------------------------- |
|          | François Soubigou         | Royal. | Ancien député, conseiller général de Landivisiau. Propriétaire agricole.     |
|          | Édouard Le Guen           | Royal. | Avocat                                                                       |
|          | Arnold de Raismes         | Royal. | Conseiller général d'Arzano, maire de Guilligomarc'h. Propriétaire agricole. |
|          | Hippolyte Halna du Fretay | Royal. | Ancien Conseiller général de Douarnenez. Contre-amiral                       |

## Listes candidates
| N° | Candidats | Candidats                   | Parti  | Principales fonctions                                                        |
| -- | --------- | --------------------------- | ------ | ---------------------------------------------------------------------------- |
| 01 |           | François Soubigou *         | Royal. | Ancien député, conseiller général de Landivisiau. Propriétaire agricole.     |
| 02 |           | Édouard Le Guen *           | Royal. | Avocat                                                                       |
| 03 |           | Arnold de Raismes *         | Royal. | Conseiller général d'Arzano, maire de Guilligomarc'h. Propriétaire agricole. |
| 04 |           | Hippolyte Halna du Fretay * | Royal. | Ancien Conseiller général de Douarnenez. Contre-amiral                       |

| N° | Candidats | Candidats         | Parti   | Principales fonctions                                                      |
| -- | --------- | ----------------- | ------- | -------------------------------------------------------------------------- |
| 01 |           | Siméon Bourgois   | Rép.mod | Conseiller d'État, ancien Préfet maritime de Brest.                        |
| 02 |           | Joseph Astor      | Rép.mod | Vice-président du Conseil général, maire de Quimper. Officier              |
| 03 |           | Louis Le Breton   | Rép.mod | Ancien député, ancien conseiller général. Médecin                          |
| 04 |           | Pierre Drouillard | Rép.mod | Ancien conseiller général, maire de Saint-Pol-de-Léon. Ingénieur des mines |

## Résultats
|                | François Soubigou *         | Royal.         | 602   | 51,45 |  |  |  |  |
|                | Édouard Le Guen *           | Royal.         | 595   | 50,86 |  |  |  |  |
|                | Arnold de Raismes *         | Royal.         | 594   | 50,77 |  |  |  |  |
|                | Hippolyte Halna du Fretay * | Royal.         | 590   | 50,43 |  |  |  |  |
|                |                             |                |       |       |  |  |  |  |
|                | Joseph Astor                | Rép.mod        | 580   | 49,57 |  |  |  |  |
|                | Siméon Bourgois             | Rép.mod        | 575   | 49,15 |  |  |  |  |
|                | Pierre Drouillard           | Rép.mod        | 574   | 49,06 |  |  |  |  |
|                | Louis Le Breton             | Rép.mod        | 566   | 48,38 |  |  |  |  |
|                |                             |                |       |       |  |  |  |  |
| Inscrits       | Inscrits                    | Inscrits       | 1 174 |       |  |  |  |  |
| Abstentions    | Abstentions                 | Abstentions    | 3     | 0,26  |  |  |  |  |
| Votants        | Votants                     | Votants        | 1 171 | 99,74 |  |  |  |  |
| Blancs et nuls | Blancs et nuls              | Blancs et nuls | 1     | 0,09  |  |  |  |  |
| Exprimés       | Exprimés                    | Exprimés       | 1 170 | 99,91 |  |  |  |  |

## Annulation et second scrutin
Ces élections sont annulées en avril 1885 par une commission sénatoriale. Les grands électeurs sont convoqués le 26 juillet 1885 pour une nouvelle élection.
Tous les candidats se représentent.
|                | François Soubigou *         | Royal.         | 598   | 51,16 |  |  |  |  |
|                | Édouard Le Guen *           | Royal.         | 594   | 50,81 |  |  |  |  |
|                | Arnold de Raismes *         | Royal.         | 590   | 50,47 |  |  |  |  |
|                | Hippolyte Halna du Fretay * | Royal.         | 588   | 50,30 |  |  |  |  |
|                |                             |                |       |       |  |  |  |  |
|                | Pierre Drouillard           | Rép.mod        | 580   | 49,62 |  |  |  |  |
|                | Joseph Astor                | Rép.mod        | 579   | 49,53 |  |  |  |  |
|                | Siméon Bourgois             | Rép.mod        | 578   | 49,44 |  |  |  |  |
|                | Louis Le Breton             | Rép.mod        | 572   | 48,93 |  |  |  |  |
|                |                             |                |       |       |  |  |  |  |
| Inscrits       | Inscrits                    | Inscrits       | 1 174 |       |  |  |  |  |
| Abstentions    | Abstentions                 | Abstentions    | 3     | 0,26  |  |  |  |  |
| Votants        | Votants                     | Votants        | 1 171 | 99,74 |  |  |  |  |
| Blancs et nuls | Blancs et nuls              | Blancs et nuls | 2     | 0,17  |  |  |  |  |
| Exprimés       | Exprimés                    | Exprimés       | 1 169 | 99,83 |  |  |  |  |

### Sénateurs élus
| Sénateur | Sénateur                    | Parti  | Fonctions lors de l'élection en 1885                                         |
| -------- | --------------------------- | ------ | ---------------------------------------------------------------------------- |
|          | François Soubigou *         | Royal. | Ancien député, conseiller général de Landivisiau. Propriétaire agricole.     |
|          | Édouard Le Guen *           | Royal. | Avocat                                                                       |
|          | Arnold de Raismes *         | Royal. | Conseiller général d'Arzano, maire de Guilligomarc'h. Propriétaire agricole. |
|          | Hippolyte Halna du Fretay * | Royal. | Ancien Conseiller général de Douarnenez. Contre-amiral                       |